# The Golden Hum
The Golden Hum (2001) è un album della band statunitense Remy Zero.

## Il disco
The Golden Hum è il terzo e ultimo album del gruppo Remy Zero. Parte del successo di vendite internazionale è dovuto soprattutto alla presenza della traccia Save Me, sigla iniziale della serie televisiva Smallville. Durante una puntata di questa serie inoltre viene cantata, in un cameo del gruppo, anche Perfect Memory.
L'album si mantiene sullo stile del lavoro precedente, partendo lentamente con una traccia strumentale (The Golden Hum) per poi procedere con canzoni alternative rock frammisto al pop, passando da ballate romantiche (Perfect Memory, I'm Not Afraid) e brani con una personalità più aggressive (Bitter, Impossibility).

## Tracce
1. The Golden Hum – 2:41
2. Glorious #1 – 3:01
3. Out/In – 3:18
4. Bitter – 3:57
5. Perfect Memory – 4:43
6. Save Me – 4:25
7. Belong – 3:50
8. Over The Rails & Hollywood High – 5:11
9. Smile – 4:08
10. I'm Not Afraid – 2:58
11. Impossibility – 13:38